# Rashidi Gilkes
Rashidi Gilkes (30 augustus 1983) is een Arubaans amateurvoetballer, die uitkomt voor VCS. Hij speelde van 2007 tot 2010 voor verschillende clubs uit Oostenrijk alvorens hij in 2010 weer terug kwam naar Nederland om te gaan voetballen bij het toenmalige vv Haaglandia te Rijswijk. In 2012 won hij met het Arubaans Elftal het ABCS-toernooi op Aruba waarin hij 2 wedstrijden speelde en 2 keer scoorde waaronder de winnende in de finale tegen Curaçao. 